# Máté Péter-díj
A Máté Péter-díj a könnyűzene és dzsessz területén szerzett kiemelkedő előadóművészi tevékenységért adományozható állami kitüntetés.
A kiváló előadóművész, zeneszerző és szövegíró emlékére alapított Máté Péter emlékérem kitüntetés ugyanolyan állami művészeti középdíjnak számít, mint az Erkel Ferenc-; Jászai Mari-; vagy a Liszt Ferenc-díj. A díjat évente, március 15-én, három személy kaphatja. A kitüntetett adományozást igazoló okiratot, érmet és pénzjutalmat kap. A pénzjutalom (ez az illetményalap harmincszorosa) és nyugdíj-hozzájárulással jár, utóbbi a Magyar Művészeti Akadémiától. A díj birtokosai a miniszteri rendelet alapján jogosultak arra, hogy érdemes vagy kiváló művész elismerésre terjesszék fel őket. 
Az Emberi Erőforrások Minisztériuma a Máté Péter-díj megalapításával a könnyűzenei és dzsessz színtér szereplőit emelte ki a Liszt Ferenc- és az Erkel Ferenc-díj köréből, így ezen elismeréseket ezentúl csak komolyzenei művészek kaphatják. Minden évben három személy kaphatja a díjat.
A kitüntetést először 2018. március 15-i nemzeti ünnep alkalmából adták át.

## Díjazottak

### 2018
- Berki Tamás zenész, zeneszerző, egyetemi tanár
- Caramel előadóművész, dalszerző
- Rúzsa Magdi előadóművész, dalszövegíró

### 2019
- Dósa Richárd, (Ricsipí) és Koller László, (Qka MC) az Animal Cannibals rap- és hiphopcsapat előadói
- Ferenczi György zenész, szájharmonika-művész, a Rackajam zenekar vezetője
- Németh Alajos előadóművész, a Bikini együttes vezetője
- Póka Egon előadóművész, zeneszerző, a Kőbányai Zenei Stúdió ügyvezető igazgatója
- Török Ádám fuvolista, énekes
- Poór Péter énekes, előadóművész

### 2020
- Csuka Mónika énekes-zeneszerző
- Gayer Ferenc jazz-bőgő előadóművész, zenekarvezető
- Ismerős Arcok zenekar tagjai: Galambos Nándor basszusgitáros, Kovacsik Tamás dobos, ütőhangszeres, Leczó Szilveszter billentyűs, Nyerges Attila énekes, szövegíró, Práder Vilmos gitáros, énekes, dalszerző, Tánczos István szaxofonos, énekes

### 2021
- Menyhárt János előadóművész, zeneszerző
- Patkó Béla Kiki előadóművész, az Első Emelet zenekar frontembere
- Karthago együttes tagjai: Szigeti Ferenc, Takáts Tamás, Gidófalvy Attila, Kiss Zoltán Zéró, Kocsándi Miklós

### 2022
- Gábor Péter szövegíró, zeneszerző, basszusgitáros, a Bergendy Együttes tagja,
- Keresztes Ildikó előadóművész
- Szulák Andrea előadóművész
- Varga Miklós előadóművész

### 2023
- Borlai Gergő zenész, zeneszerző, producer
- Malek Andrea énekes, színművész
- Szikora Róbert zenész, előadóművész, az R-GO alapítója

### 2024
- Solti János dobos, zenész, a Kőbányai Zenei Stúdió dob tanszékvezető tanára;
- Szőke Nikoletta jazz énekművész, dalszerző, szövegíró;
- Zeffer András „Zefi”, a Mobilmánia zenekar zenekarvezetője, billentyűs-énekes, zeneszerző, hangszerelő.

### 2025
- Gömöry Zsolt billentyűs, zeneszerző, zenei rendező
- Malek Miklós zeneszerző, karmester
- Pély Barna énekes,